# Herczegh Géza (újságíró)

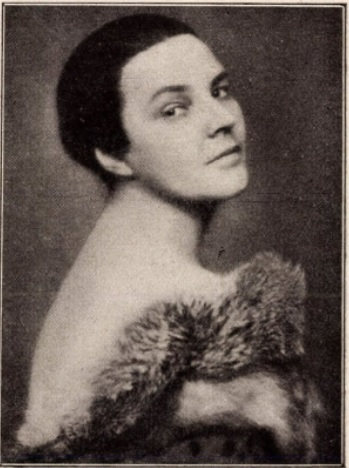
Konstantin Leopoldina, Herczeg Gézáné portréja a Magyar színművészeti lexikonban (1929)

Herczeg Géza (külföldön Geza Herczeg) (Nagykanizsa, 1888. március 1. – Hollywood, 1954. február 19.) író, újságíró, forgatókönyvíró, miniszteri tanácsos.

## Életpályája
Herczeg Sándor földbirtokos és Fuchs Nanetta fiaként született. Gimnáziumi tanulmányait 1897 és 1905 között a budapesti VII. kerületi magyar királyi állami főgimnáziumban, majd 1910-ig a budapesti tudományegyetem jogi karán végezte.
Már egyetemista korában újságíróként dolgozott. Kezdetben hosszabb ideig A Nap című lap riportere volt. Miután A Nap megszűnt, a Magyar Hírlap, majd Az Újság szerkesztőségének tagja lett. Az első világháború alatt haditudósító volt. Több riportkönyvet tett közzé. 1918-ban a Károlyi-kormány sajtófőnöke volt. 1919 őszén Bécsbe emigrált, ahol 1921 és 1924 között a Neue Freie Presse külső munkatársa volt. 1924 és 1927 között a Wiener Allgeimeine Zeitung és az Extrablatt főszerkesztője volt.  Később kivándorolt az USA-ba, ahol Hollywoodban forgatókönyvíróként, valamint rendezőként dolgozott.

## Magánélete
Házastársa Konstantin Leopoldina volt, akivel 1924. május 9-én Bécsben kötött házasságot.

## Díjai, elismerései
Hollywoodban 1937-ben a legjobb forgatókönyvíró kategória győztese lett a Zola élete című filmmel.[pontosabban?]

## Főbb írásai
- Sarajevotol Lodzig (1915, németül is)
- Avanti! (1916)
- Végig Szerbián (1916)
- A haditengerészet a világháborúban (1917)
- Die Madonna von Cannes (operettlibretto, Félix Dörmann társaságában)
- Bela Kun (Kun Béláról, 1928)